# Firozpur (district)
Firozpur is een district van de Indiase staat Punjab. In 2001 telde het district 1.744.753 inwoners op een oppervlakte van 5865 km². Het zuidwestelijke gedeelte splitste zich in 2011 echter af en vormt sindsdien het district Fazilka.
Amritsar · Barnala · Bathinda · Faridkot · Fatehgarh Sahib · Fazilka · Firozpur · Gurdaspur · Hoshiarpur · Jalandhar · Kapurthala · Ludhiana · Mansa · Moga · Muktsar · Pathankot · Patiala · Rupnagar · Sahibzada Ajit Singh Nagar (Mohali) · Sangrur · Shahid Bhagat Singh Nagar · Tarn Taran